# Rio de le Stopare
Le rio de le Stopare ou de le Stoppe (en français:canal des étoupes) est un canal de Venise dans l'enceinte de l'Arsenale Vecchio (sestiere de Castello). 

## Description
Le rio de le stopare a une longueur d'environ 70 mètres. Il relie la darsena Arsenale Vecchio vers l'est avec la darsena Grande.

## Origine
Le rio de le stopare (canal des étoupes) fut très probablement creusé en 1303, vu la nécessité de relier la darse de l' Arsenal vecio avec la zone récente d'expansion de l'Arsenal novo.
La nouvelle surface de terrain et d'eau fut achetée par la République aux moines de Saint Daniel qui cédèrent toute la berge méridionale du lac homonyme, grand plan d'eau saumâtre, avec la campagne adjacente.
En 1473, l'État acquerra toute la berge septentrionale du lac qui constituera la nouvelle frontière jusqu'à la création de l'Arsenal novissimo.  
À la chute de la République en 1797, au cours du XIXe siècle, le rio de le stopàre subît une intervention lourde d'élargissement, qui comporta la démolition complète du tezon de le pegola contigu  et à l'enfouissement du rio de Ca' Nova contigu.

## Rio del Bucintoro
Le rio del Bucintoro fut creusé au cours de 1326, afin de pourvoir à la nécessité de relier la darse de lArsenal vecio avec celle de lArsenal novo. Son nom (Bucintoro) dérive du fait que dans son bref parcours il longeait le côté nord du tezon del Bucintoro, squero(it) monumental, exclusivement utilisé pour tirer à sec le navire célèbre et fastueux du doge.
Le rio del Bucintoro resta ouvert jusqu'à la chute la République et ensuite la partie finale (est) vers la darse de l'Arsenal novo fut enfouie. Plus tard, sur l'ancien sedime furent placées deux reofori (vasques circulaires amples), dont les grandes bagues en pierre blanche d'Istria et les blocs centraux monolithiques dentelés ressortent avec effet scénographique sur le pavage en trachite gris euganéen. On suppose qu'à l'origine la fonction de ces deux vasques pour reofori fût celle de tester les câbles électriques, même si en réalité elles furent utilisées comme vasques à tendre des cordes ou comme récipients des lances anti-incendie ou d'autres fonctions.

## Rio de Ca' Nova
Très probablement creusé au cours de 1326, en même temps que le Rio del Bucintoro parallèle ouvrait. Il fut creusé avec au sud le flanc du tezon de le pegola et au nord le tezon de lustra armi. 
À la différence des rio de le stopare et du Bucintoro, ce rio ne fut pas ouvert pour relier la darse de l' Arsenal vecio avec la darse de l' Arsenal novo. De section plutôt étroite, ce rio fut presque toujours représenté complètement couvert par un abat-vent, voire sur le plan de Maffioletti de 1798 où il est marqué explicitement avec la fonction de véritable tezon acquatico, utilisé pour l'abri des navires à bord bas dont on devait compléter l'œuvre morte et comme dépôt de canons palustres. Ce rio fut certainement utilisé pour amarrer le Bucintoro le jour avant son utilisation, afin de le protéger des intempéries éventuelles.
À la chute de la République en 1797, la zone resta telle quelle au cours des occupations alternantes françaises et autrichiennes. Avec l'annexion de la Vénétie au Royaume de l'Italie et à la suite de la réorganisation profonde qui suivit l'approbation en 1866 du plan de modernisation de l'arsenal, le site subit des remaniements profonds dénaturant l'ancienne disposition : les velerie (ateliers de voiles) furent abattues et reconstruites, les fondations et le déplacement du rio de le Stopare envahirent l'espace occupée par le tezon de le pegola, démoli à son tour. Le rio de Ca' Nova disparut ensuite complètement enfoui sous les fondations côtoyant le tezon de lustra armi.